# Kathy Whitworth
Kathrynne Ann Whitworth, conocida como Kathy Whitworth (Monahans, Texas, 27 de septiembre de 1939 - 24 de diciembre de 2022) fue una golfista estadounidense que dominó el LPGA Tour en las décadas de 1960 y 1970. 

## Carrera deportiva
Logró 88 victorias en dicho circuito, récord absoluto en el golf profesional de Estados Unidos, así como 95 segundos puestos. La golfista resultó primera en la lista de ganancias en ocho temporadas: 1965-1968 y 1970-1973. En dicho período, obtuvo además siete premios a jugadora del año y siete veces el trofeo Vare a menor promedio de golpes.
Whitworth ganó seis torneos mayores a lo largo de su carrera: el Titleholders 1965 y 1966, el Abierto del Oeste 1967, y el Campeonato de la LPGA 1967, 1971 y 1975. En tanto, resultó primera en el Campeonato Kraft Nabisco 1977 y segunda en 1983, y acabó segunda en el Abierto de Estados Unidos 1971.
La golfista logró ocho victorias en 1963, ocho victorias en 1965, nueve en 1966, ocho en 1967, siete en 1969, diez en 1968, cuatro en 1971, cinco en 1972, y siete en 1973. Su última victoria fue en 1985.
En 1985, Whitworth jugó junto a Mickey Wright en el Legends of Golf, uno de los principales torneos masculinos de veteranos. Cuando se creó la Copa Solheim en 1990, Whitworth fue capitana de la selección estadounidense en las dos primeras ediciones. Luego disputó la Copa Handa entre 2006 y 2011
Associated Press la nombró deportista femenina del año 1965 y 1967. En 1975 ingresó al Salón de la Fama del Golf Mundial.
El Kathy Whitworth Invitational es un torneo femenino juvenil que se disputa en Fort Worth desde 1999, donde triunfó Paula Creamer antes de convertirse en profesional.
El único torneo que no pudo ganar fue el Abierto de Estados Unidos.